# ペルディフーモ
ペルディフーモ（伊: Perdifumo）は、イタリア共和国カンパニア州サレルノ県にある、人口約1,800人の基礎自治体（コムーネ）。

## 地理

### 位置・広がり

#### 隣接コムーネ
隣接するコムーネは以下の通り。
- カステッラバーテ
- ラウレアーナ・チレント
- ルストラ
- モンテコーリチェ
- セッラメッツァーナ
- セッサ・チレント

## 行政

### 分離集落
ペルディフーモには、以下の分離集落（フラツィオーネ）がある。
- Camella, Mercato Cilento, Vatolla